# 斯坦尼克斯嶺
69°20′S 158°20′E / 69.333°S 158.333°E
斯坦尼克斯嶺（英語：Stanwix Ridge）是南極洲的山嶺，位於奧次地，處於麥克勞德冰川以西，屬於威爾遜山的一部分，由美國海軍拍攝照片，現時由南極條約體系管理。